# T2 3-D: Battle Across Time
T2 3-D: Battle Across Time è un cortometraggio di fantascienza di 12 minuti del 1996 girato in 3D e co-diretto da James Cameron, John Bruno e Stan Winston.
Si tratta di una versione da parco dei divertimenti del film Terminator 2 - Il giorno del giudizio (1991).

## Trama
Approfittando di un portale temporale che li conduce dal 1995 al 2029, il T-800 (Arnold Schwarzenegger) e il giovane John Connor (Edward Furlong), cercano di raggiungere l'edificio madre di Skynet con lo scopo di sconfiggerlo per sempre, combattendo non solo contro il T-1000 (Robert Patrick) ma anche contro altre unità robotiche. Raggiunto l'obbiettivo, una gigantesca struttura piramidale, fronteggeranno il T-1000000 (Million), l'ultima speranza di Skynet.

## Produzione
Si tratta di uno spettacolo proiettato esclusivamente in tre parchi d'attrazione degli Studios della Universal: Universal Studios Hollywood (California), Universal Orlando Resort (Florida) e Universal Studios Japan (Ōsaka, Giappone).
È un cortometraggio in formato stereoscopico da 65mm, proiettato su 3 schermi da 24x50 pollici l'uno (richiede l'uso di occhiali appositi polarizzati).
Ha richiesto 6 mesi di lavoro a tempo pieno ad una squadra di 55 esperti di computer grafica e composizione. In proporzione ai 12 minuti di durata, si tratta del film più costoso della storia del cinema, essendo costato 60 milioni $ (ogni minuto è costato 5 milioni $).